# Скорпена червона
Скорпена червона (Scorpaena scrofa) — риба родини Скорпенових, що живе в субтропічних морських водах. Ареал охоплює води східної Атлантики від Британських островів до Сенегалу, Мадейри, Азорських, Канарських островів і Кабо-Верде, також у Середземному морі.